# Умальта
Умальта — исчезнувший населённый пункт в Хабаровском крае, на территории современного Верхнебуреинского района. В 1942—1963 годах имел статус посёлка городского типа.

## География

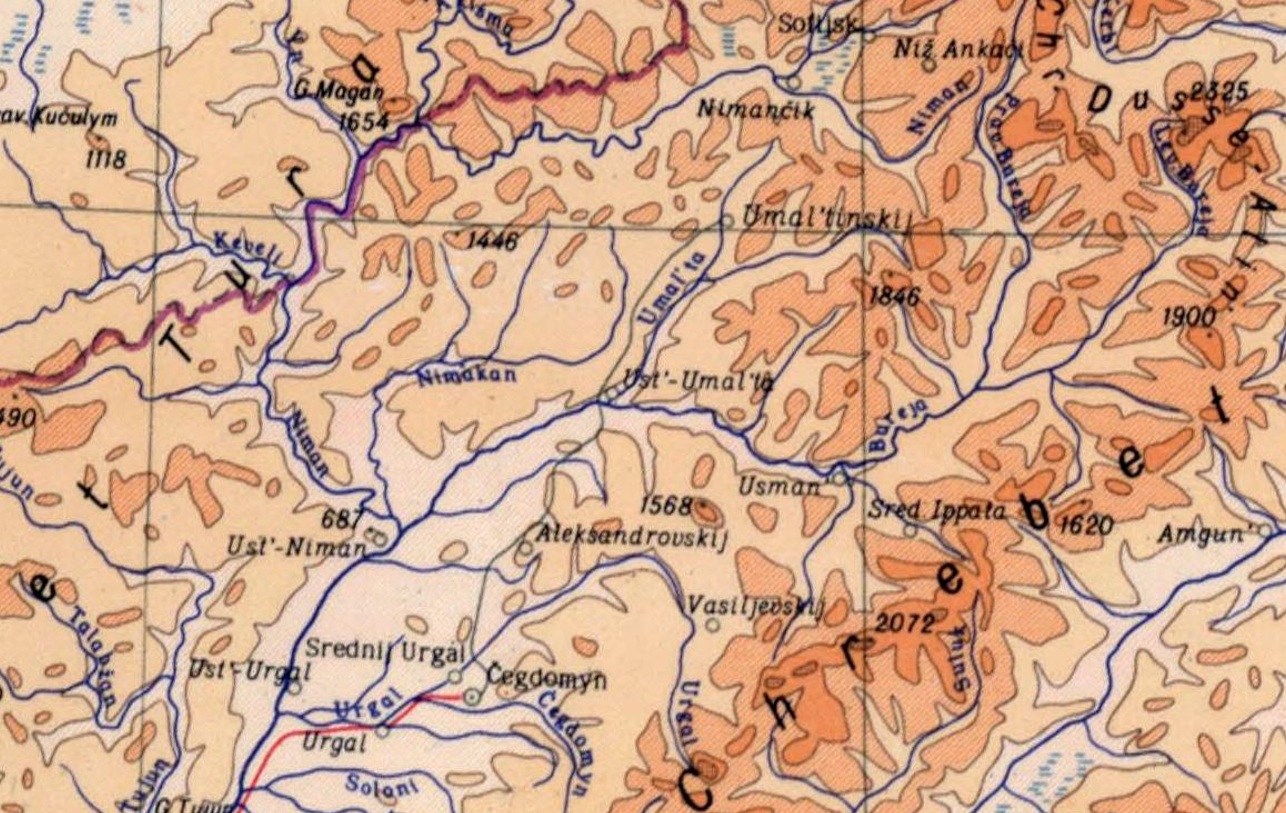
с. Умальта 1967

Расположен в западной части края, на реке Умальта.
климат
Лето в районе короткое и тёплое. Максимальная летняя температура доходит до + 35 градусов по Цельсию. Среднегодовая температура отрицательная и находится в пределах от — 1,5 градуса до — 4,0 градуса по Цельсию. Продолжительность безморозного периода колеблется от 60 до 100 дней в году. Годовое количество осадков в районе 600—900 мм.

## История
Возник как посёлок Половинка при молибденовом руднике. Входил в Половинский сельсовет Верхнебуреинского района.
3 февраля 1941 года приказом УНКВД Хабаровского края был сформирован Умальтинский ИТЛ (исправительно-трудовой лагерь).
12 сентября 1942 населённый пункт Половинка получил статус посёлка городского типа с присвоением названия Умальтинский. Одновременно образован одноимённый поселковый совет.
За 1942 год в Умальту доставили более 1150 немцев (а заодно голландцев, эстонцев, финнов и даже румын — за «немецкие» фамилии) для работы на молибденовом руднике.
С тех пор посёлок стал уникальным интернациональным населенным пунктом. Его уже давно не существует, но умальтинцы-старожилы до сих пор с теплотой вспоминают атмосферу дружбы, доверия и взаимоуважения, царившую в Умальте, ее благоустроенность, высокий уровень культуры, несмотря на все тяготы жизни.
8 января 1962 года Постановлением №4 Умальтинский рудник закрыт. 23 мая 1963 года Решением Хабаровского крайисполкома №285 рабочий посёлок Умальтинский отнесён к категории сельских поселений, Умальтинский поселковый Совет преобразован в Умальтинский сельский Совет, Умальтинский и Ниманский сельские Советы объединены в один Шахтинский сельский Совет с центром в селе Шахтинское.
28 марта 2001 года посёлок Умальта был исключён из учётных данных.

## Инфраструктура
Действовал молибденовый рудник.